# Jeges Károly
Jeges Károly (Bácsfeketehegy, 1908. április 28. – Pécs, 1998. október 7.) tanító, matematika-fizika szakos tanár, főiskolai tanár.

## Élete, tevékenysége
Jeges Károly a vajdasági Bácsfeketehegyen (szerbül Фекетић / Feketić) született, ahol édesapja néptanító volt. Mivel édesapját 1911-ben a siklósi iskola igazgató-tanítójává nevezték ki, ezért Siklóson kezdte tanulmányait, majd Baján, a Tanítóképző Intézetben tanult tovább. Itt 1927-ben szerzett tanítói oklevelet, majd 1932-ben matematika-fizika szakos tanári oklevelet kapott a szegedi Ferenc József Tudományegyetemen. Érdeklődése ekkor fordult a tudományos kutatás felé, és rövid ideig Bay Zoltán intézetében is dolgozott. Ez azonban nem biztosította a megélhetéshez szükséges jövedelmet, ezért először Sárbogárdon, majd Szombathelyen polgári iskolában vállalt tanári állást.
1938-tól egy évtizeden át tanított matematikát és fizikát Kőszegen, az Állami Tanítóképző Intézetben. Eközben kísérletezett, kutatómunkát végzett, ezekkel kapcsolatban több publikációja jelent meg, néhány találmányára pedig szabadalmat kapott. Kőszegen írta fizikával kapcsolatos első ismeretterjesztő könyveit.
1948-ban pályázattal kerül Pécsre, az akkor létrehozott Pécsi Pedagógia Főiskolára. A főiskolán a Fizika Tanszék létrehozásával megteremtette az általános iskolai fizika szakos tanárképzés alapjait. Ettől kezdve 1973-as nyugdíjazásáig irányította a tanszék oktató-kutató munkáját, és tanárjelöltek generációit készítette fel a fizika kísérletekkel támogatott oktatására.
Pályafutása során számtalan kísérleti eszközt alkotott. Előadásaihoz kapcsolódóan több jegyzetet írt, amelyeket a főiskolai fizikatanár-képzésben használtak. Oktató-nevelő munkája mellett minden idejét a kutatómunkára és a fizika népszerűsítésére fordította. Kutatásai területe az elektrolumineszcencia, ehhez főleg a saját maga által előállított ón-dioxid egykristályokat és az általa tervezett kísérleti eszközöket használta.
Jeges Károly évtizedeken át volt elnöke a Tudományos Ismeretterjesztő Társulat Baranya Megyei Szervezete Fizika Szakosztályának és az Eötvös Loránd Fizikai Társulat Baranya Megyei Csoportjának. Részt vett a Magyar Tudományos Akadémia Pécsi Bizottságának munkájában is. Nyugdíjba vonulása után is tovább tevékenykedett: tanártovábbképző kísérleti bemutató előadásokat tartott, publikált a Fizikai Szemlében, újabb könyveket írt. Még 80 éves korában is aktív résztvevője volt a Fizikatanári ankétoknak: előadásokat tartott és műhelyfoglalkozásokat vezetett.
Kilencvenéves korában, 1998. október 7-én Pécsett hunyt el

## Publikációi

### Könyvek
- Természettan a líceum IV. o. számára, (társszerző: Csekő Árpád), Budapest, Franklin Társulat, 1941.
- Könnyen összeállítható játékok és készülékek, Budapest, (a szerző kiadása), 1942.
- Megtanulom a fizikát, Budapest, Franklin Társulat, 1943.
- Utazás az atomok birodalmában, Budapest, Franklin, 1943.
- Fizikai kísérletek és eszközök, (társszerzők: Csada Imre, Csekő Árpád, Öveges József), Budapest, Közoktatásügyi Kiadó Vállalat, 1950.
- A hőtan és fénytan tanítása az általános iskolában, (társszerző: Budaméry Béla), Budapest, Tankönyvkiadó, 1956.
- Elektrotechnika egyszerű kísérletekkel, Budapest, Gondolat, 1961.
- Szilárd testek atomfizikája, (főiskolai jegyzet), Budapest, Tankönyvkiadó, 1963.
- Egyszerű hőtani kísérletek,  (főiskolai jegyzet), Budapest, Felsőoktatási Pedagógiai Kutatóközpont, 1976.
- Egyszerű atomfizikai kísérletek,  (főiskolai jegyzet), Budapest, Felsőoktatási Pedagógiai Kutatóközpont, 1978.
- Fizikai kísérletek, játékok elektronokkal, ionokkal, Szeged, Mozaik Oktatási Stúdió, 1993.

### Folyóiratcikkek
- Röntgen lámpa, mint Braun-cső, Magyar Tanítóképző (1936), 125–126. oldal.
- Egy új szemléltetési eszköz, a kézi pergőkép, Magyar Tanítók (1943), 141–143. oldal.
- Egyszerű atomfizikai kísérletek, Új Nevelés (1947), 3–4. szám, 1–6. oldal.
- Rácsrendszerű röntgen stereographia egy lemezen és kiértékelése szabad szemmel, (társszerző: dr. Petrás Pál), Magyar Radiológia, 1950, 216–223. oldal.
- Egyszerű ködkamra középiskolai atomfizikai kísérletekhez, Fizikai Szemle 1/2 (1951) 27. oldal.
- A szemmodell. Mint a geometriai fénytan tanításának egyik fontos eszköze, Pécsi Pedagógiai Főiskola Évkönyve 1956, 275–288. oldal.
- Az elektromos rezgések és analógiás modellkísérletei, in: Pécsi Pedagógiai Főiskola Évkönyve 1960–61, 377–389. oldal.
- Elektrolumineszenz von SnO2 Einkristallen, Physica Status Solidi B, 22 (1967), K7–K9.
- Expanziós ködkamra demonstrációs célra, XIII. Országos Középiskolai Fizikatanári Ankét, Debrecen, 1970, 1–9. oldal.
- Elektromos porábrák, Élet és Tudomány (1972. III. 10.), 451–59. oldal.
- A MoO3 kristályok színcentrumai és elektromos vezetése, Magyar Fizikai Folyóirat, XXIII/3 (1975), 195–211. oldal.
- Diffúziós ködkamra ionlecsapatással, Fizikai Szemle 30/7 (1980) 266–272. oldal.
- Kísérletezzünk és gondolkodjunk! Láthatatlan ionfelhők, Élet és Tudomány (1980 X. 10.), 1304–1305. oldal.
- Ionok mozgása a levegőben, Fizikai Szemle 31/5 (1981) 185–190. oldal.
- Az alumínium külső fotoeffektusa és a fény dualitása, Fizikai Szemle 39/6 (1989), 224. oldal.

## Kitüntetések, díjak
- Bródy Imre-díj, 1961
- Prométheusz-érem, 1983
- Eötvös-plakett, 1988
- Eötvös Loránd Fizikai Társulat Érme, 1998